# 宮内初太郎
宮内 初太郎（みやうち はつたろう、1892年（明治25年）12月 - 1957年（昭和32年））は、日本の建築家。

## 来歴
宮内建築事務所を創業した宮内半太郎の息子として神奈川県横浜市で生まれる。東京高等工業学校（現・東京工業大学）を卒業。
父の死去に伴い、1924年に建築事務所を受け継いだ。1935年に宮内組と改称、建築請負業を営む。
横浜市には今でも彼の手がけた多くの建築物が残る。

## 携わった建築物
- カトリック松が峰教会
- カトリック神田教会[5]
- 秀英舎営業所 - 現「市谷の杜 本と活字館」[6]
- 横浜海岸教会[1]
- 山手234番館
- 山手89-6番館 - 現「えの木てい本店」
- 山手72-5番館[7] [8]
- 山手133番館[8]
- 横浜共立学園本校舎[9]
- フェリス女学院中学校・高等学校 1号館[10]
- 十和田カトリック教会（三本木天主公教会）[2]